# Hôtel de la Chambre
L'Hôtel de la Chambre è un palazzo nella città di Lussemburgo, sede della Camera dei deputati.
Si trova in Krautmaart, una strada di forma irregolare nel centro storico della città, in Ville-Haute. Accanto alla Camera si trova il Palazzo Granducale di Lussemburgo, la residenza ufficiale del Granduca di Lussemburgo. A causa della posizione dell'Hôtel, 'Krautmaart' è diventato un metonimo per la stessa Camera dei deputati.